# Wadih Mutran
Wadih Jorge Mutran (São Paulo, 23 de maio de 1936 — São Paulo, 29 de julho de 2025) foi um advogado e político brasileiro.
Bacharel em direito de origem libanesa, Wadih Mutran foi vereador do município de São Paulo por 36 anos, período em que presidiu a Comissão de Constituição e Justiça da Câmara, por dois anos consecutivos. 
De 1997 a 2000, fez parte da "tropa de choque" que defendeu o então prefeito Celso Pitta, acusado de corrupção e afastado do cargo por 18 dias.
Segundo reportagem da Folha de S. Paulo publicada em 12 de julho de 2012 , Mutran dobrou seu patrimônio entre 2008, quando declarou ter R$ 1,9 milhão, e 2012, quando informou R$ 3,8 milhões. Segundo o parlamentar, a evolução é justificada com cinco prêmios que afirma ter ganhado na Loteria Federal. O Ministério Público Estadual suspeitou do patrimônio declarado e abriu uma investigação para apurar suposto enriquecimento ilícito. Porém, não houve comprovação de ato ilícito. 
Em 2012, perdeu a eleição para o oitavo mandato consecutivo, obtendo insuficientes 27.429 votos, mas assumindo uma cadeira como suplente durante a legislatura.. Em 2016, foi candidato a vereador de São Paulo pelo Partido Democrático Trabalhista (PDT), obtendo insuficientes 17.646 votos. Morreu no dia 29 de julho de 2025 aos 89 anos.